# Himmler Miksa
Himmler Miksa (Budapest, 1874. december 5. – Budapest VII. kerülete, 1931. augusztus 10.) zsidó származású magyar építész.

## Élete
Himmler Ede sajtkereskedő és Hamel Anna fiaként született zsidó családban. A négy elemi osztály elvégzését követően a Budapesti Állami Ipariskola növendéke lett (1890–1893). Az építészeti szakosztály tagjaként Fellner Sándor alkalmazta. Tanulmányait a budapesti Műegyetemen folytatta és Münchenben fejezte be. 1900-ban rajzolóként tartották számon. 1901-ben önállósította magát. 1904-től vett részt nagyobb nyilvános építészeti pályázatokon. Tervei közül vidéki úri lakok és budapesti bérházak valósulhattak meg. Terveinek nagy része kéziratban maradt.
Felesége Goldberg Irén volt, Goldberg Simon és Präger Róza lánya, akivel 1909. február 14-én Budapesten, az Erzsébetvárosban kötött házasságot. Gyermekei: Himmler Edit (1910–1980) és Himmler Éva Veronika (1915–1985).
56 éves korában, ismeretlen okból önkezével vetett véget életének.
A Kozma utcai izraelita temetőben nyugszik.

## Ismert épületei

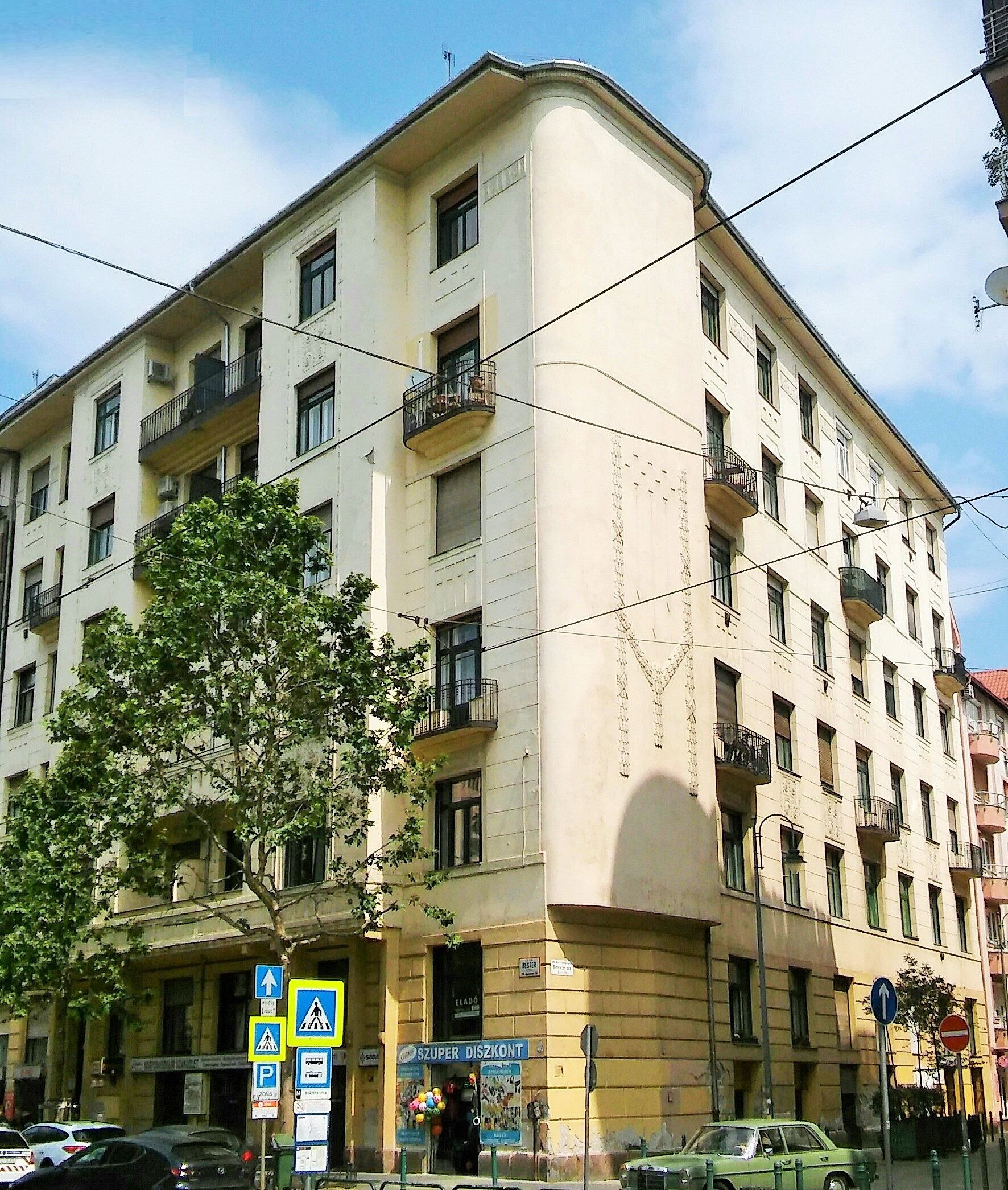
Mester u. 34.

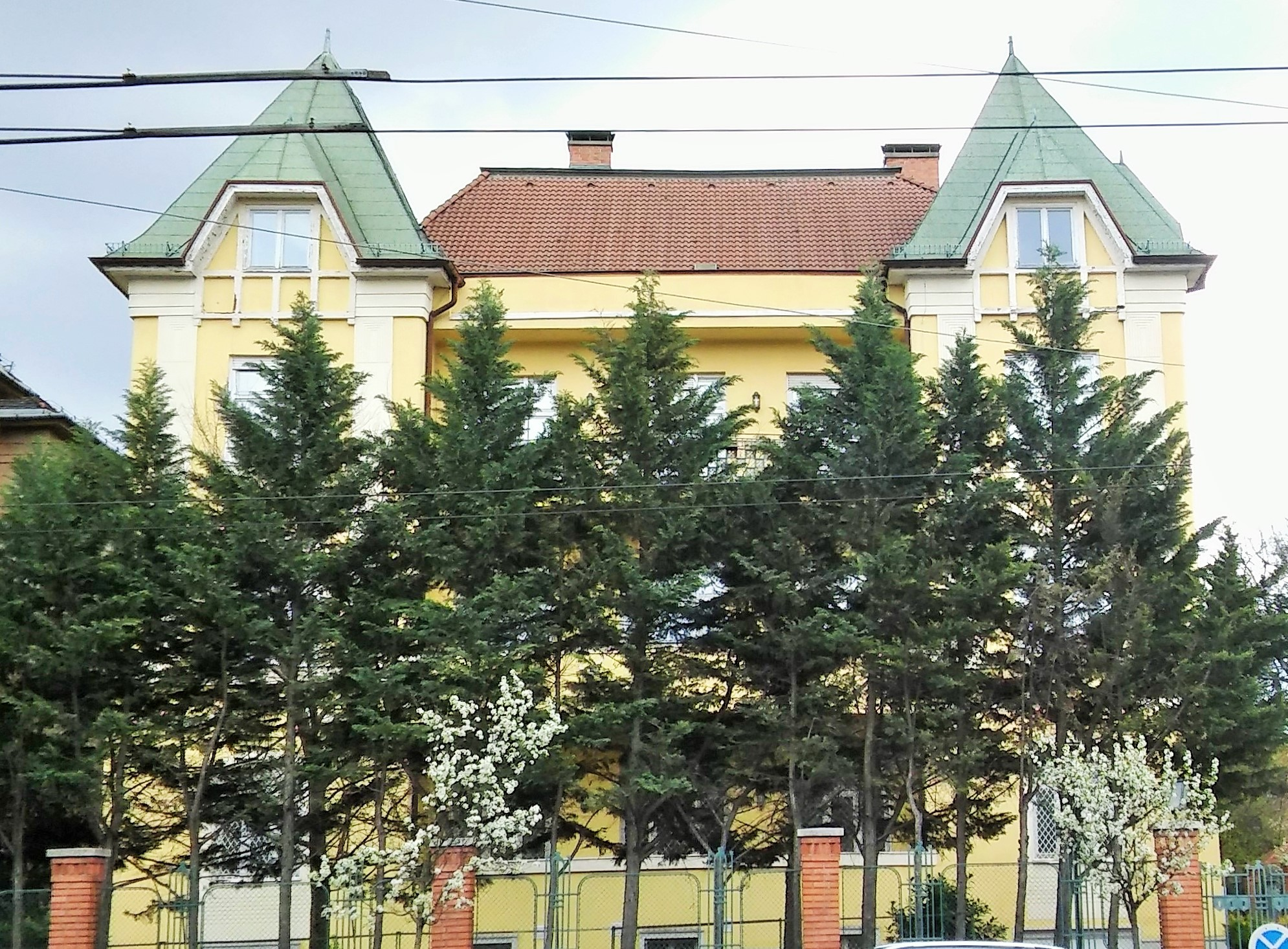
Ajtósi Dürer sor 27/a.

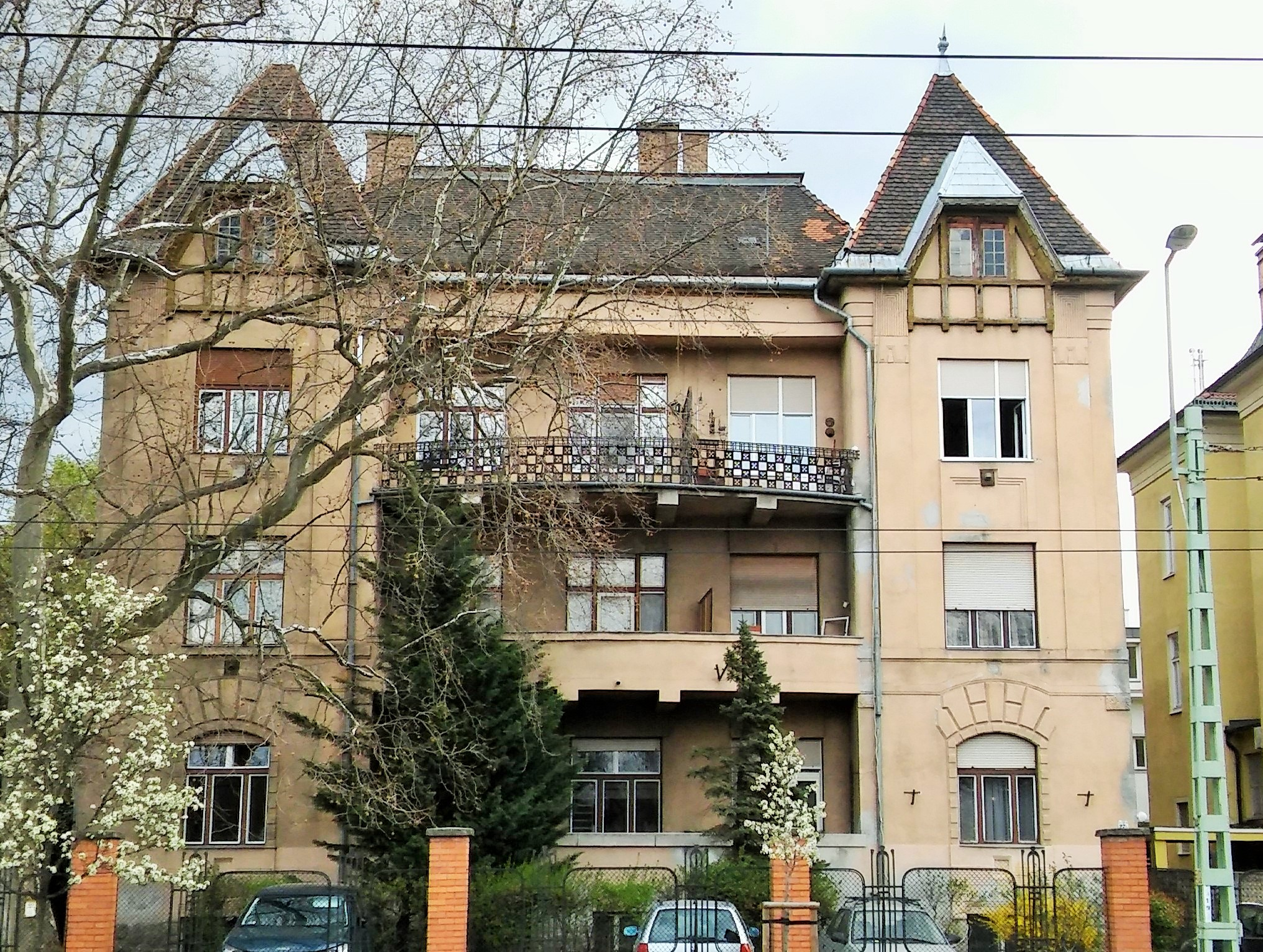
Ajtósi Dürer sor 27/b.

- 1906: villa, Budapest, Rómer Flóris utca 39.[8]
- 1911: lakóház, Budapest, Dessewffy utca 13.[9]
- 1911: lakóház, Budapest, Ajtósi Dürer sor 27/a-b.
- 1911–1913: lakóház, Budapest, Ipar utca 13.[10]
- 1913: lakóház, Budapest, Mester utca 34.[11]
- 1927: lakóház, Budapest, Veres Pálné utca 33.[12]

### Tervben maradt épületek
- 1903: a Kozma utcai izraelita temető Árkádsírboltjai, Budapest[5][13][14]
- 1907: Pesti izraelita szeretetház, Budapest, Amerikai út[15]
- 1907: Belvárosi Takarékpénztár (Párisi udvar), Budapest, Ferenciek tere[6][16][17]
- 1908: Szerb kultúrpalota, Újvidék[5][18]

### Egyéb munkálatok
- 1928: bérház emeletráépítés, Budapest, Teréz körút 6.[19]